# Пламен Тотев
Пламен Тотев е български литературен изследовател, журналист в областта на музиката, киното и книгоиздаването, автор на текстове на популярни песни.
Автор е на текстовете на популярни песни в изпълнение на дует „Шик“ („Където няма студ“), Петя Буюклиева („Дай ми лято“), Рени („Фатална любов“), Емилия („Ангел в нощта“), Таня Боева и др.
Собственик е на издателство „Персей“, което създава през 2004 г.

### Авторски книги
- „За място на върха“ („Петекстон“ и „Обектив“, 1994),
- „Българският блян по епопея“ („Хермес“, 1995), както и на много учебни помагала по български език и литература.

### Учебно-помощна литература
- (в съавторство с Донка Минкова) „Тестове по български език за 7 клас“ („Кралица Маб“, 1995) и „Литературни разработки“ („Обектив“, 1998);
- (в съавторство със Светослав Минчев) „Теми по литература за 5 клас“ („Персей“, 2006), „Теми по литература за 8 клас“ („Персей“, 2005), „Теми по литература за 10 клас“ („Персей“, 2006).
- (в съавторство със Светослав Минчев и Красимира Казанска) „Теми по литература за 9 клас“ („Персей“, 2005).
- (в съавторство със Светослав Минчев и Миглена Севдалинова) „Интерпретации и тестове по БЕЛ за 8 клас“ (2010), „Интерпретации и тестове по БЕЛ за 9 клас“ (2010), „Интерпретации и тестове по БЕЛ за 10 клас“ (2010), „Матура. Теми по литература за 11 клас“(„Персей“ 2007) и „Матура: Български език и литература. Втора част – 12 клас“ („Персей“ 2008), „Помагало по БЕЛ за 5 клас“ (2009, второ допълнено издание 2010), „Цялостна подготовка за матура по БЕЛ“ (2011)
- (в съавторство с Миглена Севдалинова) „Помагало по БЕЛ за 6 клас“ (2009), „Помагало по БЕЛ за 7 клас“ (2009, второ допълнено издание 2010), „Тестове и интерпретации за 7 клас: Външно оценяване“ (2011).
- (в съавторство с Миглена Севдалинова, Светослав Минчев, Дияна Боева, Мариана Стоянова и Ваня Игнатова) „Цялостна подготовка за матура по български език и литература“ – първа част (От Ботев до Дебелянов) и втора част (От Смирненски до Талев) (2011-2013).

### Съставителство
Съставител е на (и автор на коментарите в) книгите за любовта на големите български поети
- „И сенките ни тихо ще се слеят“ – Мара Белчева и Пенчо Славейков (2010),
- „Не бой се и ела“ – Пейо Яворов, Дора Габе, Мина Тодорова, Лора Каравелова (2011),
- „Аз искам да те помня все така...“ – Димчо Дебелянов (2012).

Съставител е на антологиите (ИК „Персей“)
- на световната любовна лирика „Обичам те“ (2005),
- на българската любовна лирика „Да те жадувам“ (2006),
- на световните шедьоври на любовния сонет „Светът е за двама“ (2008),
- на българската женска любовна лирика „Само за теб“ (2009);

Съставител и редактор е и на антологичните издания
- „Бермудски триъгълник“ – Маргарита Петкова (2006),
- „Ти си любовта“ – Евтим Евтимов (2007),
- „Младо вино“ – Евтим Евтимов и Романьола Мирославова (2011),
- „Отец Паисий обикаля още“ – Евтим Евтимов (2011),
- „Ако ти си отидеш за миг“ – Евтим Евтимов (2013).